# Hjemmel
 Denne artikel bør gennemlæses af en person med fagkendskab for at sikre den faglige korrekthed.

 Der er for få eller ingen kildehenvisninger i denne artikel, hvilket er et problem. Du kan hjælpe ved at angive troværdige kilder til de påstande, som fremføres i artiklen.

Hjemmel er at have lovlig adkomst til eller besiddelse af noget.
Dels er det et grundlæggende juridisk princip: at offentlige myndigheders konkrete afgørelser og generelle administrative forskrifter skal have støtte (hjemmel) i lovgivningen.